# A Place Called Home
«A Place Called Home» —en españolː Un lugar llamado casa— es una canción de la cantante y compositora inglesa PJ Harvey, perteneciente a su quinto álbum de estudio Stories from the City, Stories from the Sea, siendo el segundo senncillo encargado de promocionar dicho trabajo. Fue publicado el 26 de febrero de 2001 por Island Records, alcanzado el puesto 43 de la lista de sencillos del Reino Unido.

## Historia
Registrada en las sesiones de Stories from the City, Stories from the Sea entre marzo y abril de 2000, en Linford Manor en Milton Keynes, Reino Unido, siendo escrita por Harvey y producido por ella junto a Rob Ellis y Mick Harvey, La canción fue mezclada por Victor Van Vugt en el Fallout Shelter en mayo de 2000. 
Publicada en febrero de 2001 como el segundo sencillo de dicho álbum, apareció en dos formatos físicos: sencillo en CD y vinilo de 7", que contenían los lados B «As Close As This», «My Own Private Revolution» y «Kick It to the Ground».

## Vídeo musical
«A Place Called Home» fue el segundo vídeo musical de Harvey dirigido por la británica Sophie Muller; en él se ve a la cantante ataviada con un vestido de lentejuelas, recostada sobre una silla en una habitación oscura en donde se muestran escenas de la artista superpuestas una sobre otra, que dan una visión múltiple de Harvey.

## Lista de canciones
Todas las canciones han sido escritas por PJ Harvey.
| Sencillo en CD en Reino Unido y Europa 1. «A Place Called Home» – 3:48 2. «As Close As This» – 2:45 3. «My Own Private Revolution» - 3:55 Sencillo en CD promocional en Europa y Australasia 1. «A Place Called Home» – 3:48 | Vinilo de 7" en Reino Unido y Europa Lado A 1. «A Place Called Home» – 3:48 Lado B 1. «Kick It to the Ground» (4 track) - 3:14 |

## Posicionamiento en las listas
| País        | Lista            | Posición |
| ----------- | ---------------- | -------- |
| Reino Unido | UK Singles Chart | 43       |

## Créditos
Todos los créditos se han adaptado a partir de las notas de Stories from the City, Stories from the Sea.
| Músicos - PJ Harvey: voz, guitarra, teclados, producción. - Rob Ellis: batería, piano, piano eléctrico, producción. - Mick Harvey: bajo, percusión, producción. Personal técnico - Victor Van Vugt – ingeniero de sonido, mezcla. - Howie Weinberg - masterización. | Diseño - Maria Mochnacz - diseño, fotografía - Rob Crane - diseño |